# まだ見ぬアナタ
『まだ見ぬアナタ』（まだみぬアナタ）は、1969年4月13日から同年7月27日までフジテレビ系列局で放送されていたフジテレビ製作のテレビドラマである。石浜みかるの同名著書を原作とする。全16話。放送時間は毎週日曜 21:00 - 21:30 （日本標準時）。

## 出演者
- 浜美枝
- 米倉斉加年
- 佐野周二
- 千石規子
- 河原崎長一郎
- 高峰三枝子
- 岸田森
- ほか[誰?]